# 維吉尼亞州交通

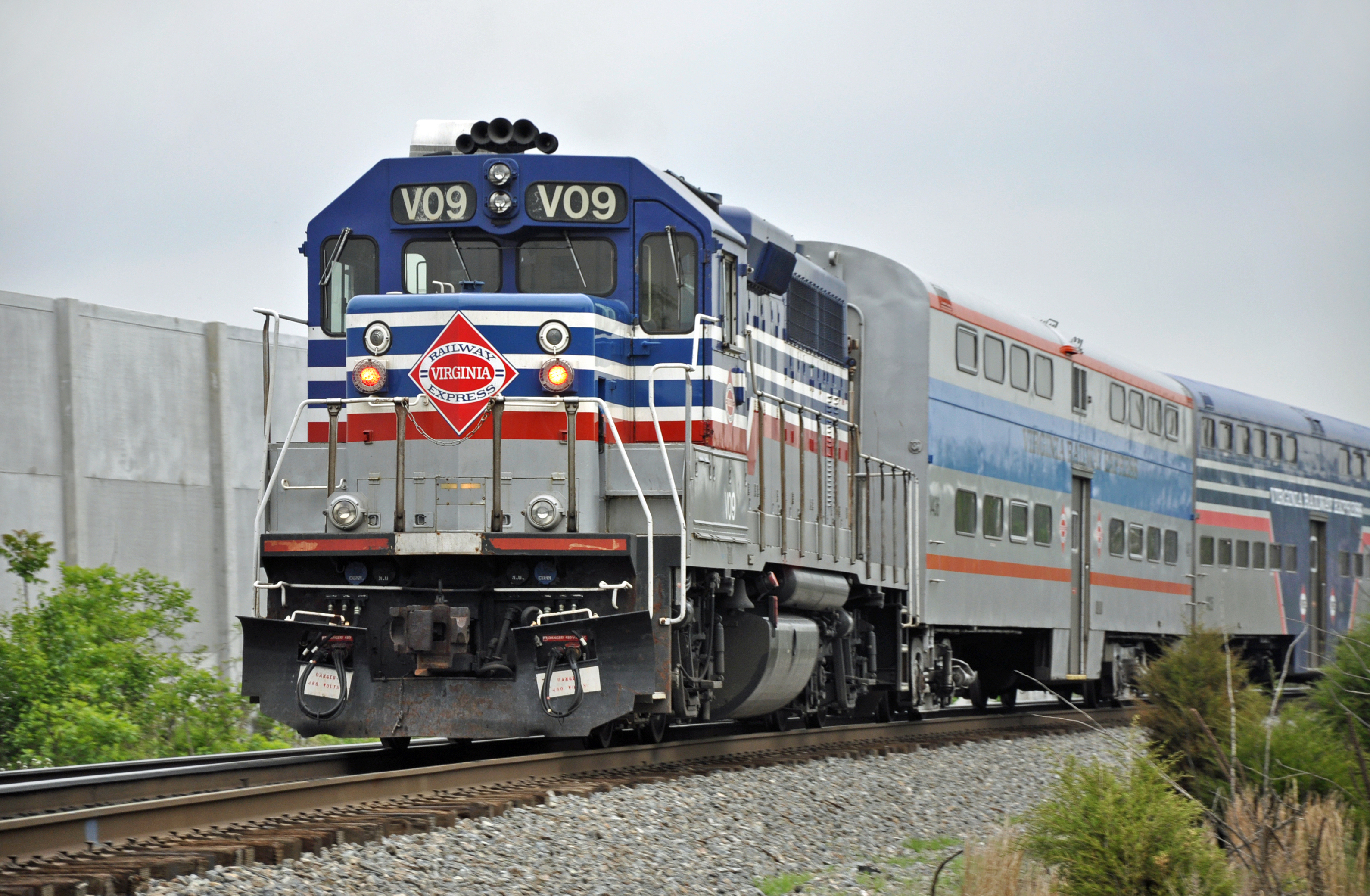
維珍尼亞铁路快线

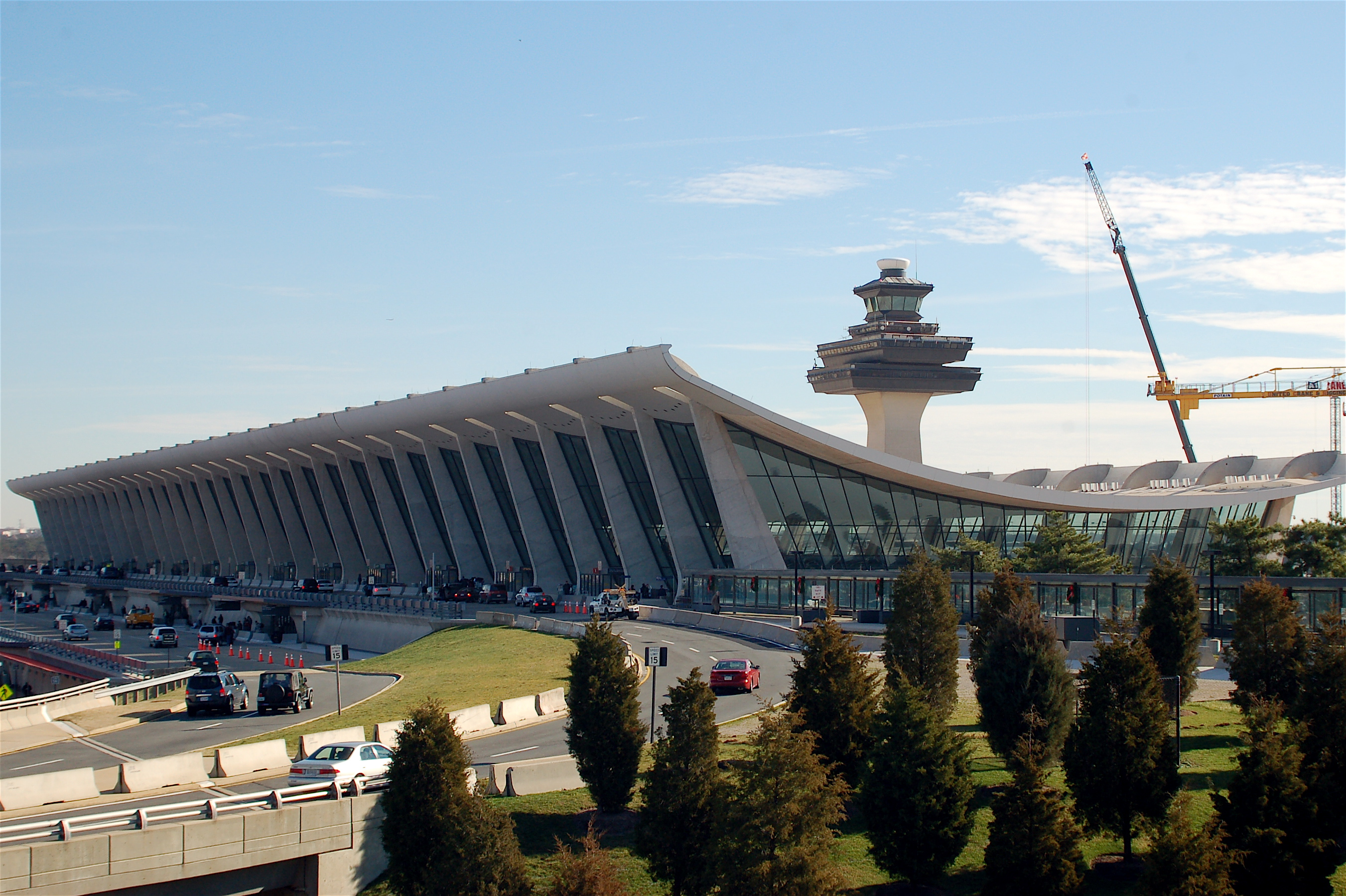
杜勒斯国际机场

維珍尼亞州交通发达，陆、海、空交通体系完备。全州公路总里程110124公里中的93128公里由維珍尼亞运输署运营，是美国第三大高速公路网，普通公路网列全美第16位。从美国全国来看，华盛顿都市圈的交通环境列全美倒数第二位，而整个維珍尼亞州的交通却并不拥挤，在美国交通拥挤情况排名中列第21位，属于畅通行列，平均通勤时间为26.9分钟。 維珍尼亞公路桥梁的通行支出和交通事故死亡率都很低。 
維珍尼亞有美铁客运专线与州内的几条主干高速公路并行，弗吉尼亚铁路快线往返穿梭于华盛顿特区弗雷德里克堡和马纳萨斯之间。維珍尼亞北部良好的交通环境还得益于快捷的华盛顿地铁，目前地铁已向西连接到了北維珍尼亞的费尔法克斯县，预计银线2022年延申至劳登县。維珍尼亞的往返穿梭巴士包括费尔法克斯接驳巴士和圣纳度山谷穿梭巴士。維珍尼亞还有几处免费轮渡，归运输署负责运营和管理，最知名的轮渡当数位于萨里县的横跨詹姆士河的“詹姆斯顿--斯科特兰德”轮渡。
維珍尼亞有五大机场：华盛顿杜勒斯国际机场、罗纳德·里根华盛顿国家机场、里士满国际机场、诺福克国际机场和纽波特纽斯-威廉斯堡国际机场。为满足航空服务需求，全州还设有66个机场服务中心。維珍尼亞的港口集中在汉普顿锚地，归州港务局管辖，2007年货物吞吐量近1780万英吨，为美国第六大港。維珍尼亞东海岸是瓦勒普飞行中心的所在地，美国宇航局的火箭测试中心和美国中大西洋宇航中心就设于此，另有一个商业性的宇航基地也在这里运营。在维也纳镇，为满足一些人太空探险的需求，还提供商业性的太空旅游服务。

## 重要机场
- 华盛顿─罗纳德·里根华盛顿国家机场（DCA）─位于阿灵顿。以全美航空和达美航空的接驳班机为主。
- 华盛顿─华盛顿杜勒斯国际机场（IAD）─联合航空的转运中心。
- 里士满─里士满国际机场（RIC）

## 重要高速公路
- 95号州际公路
- 64号州际公路
- 66号州际公路
- 81号州际公路
- 395号州际公路
- 495号州际公路
- 29號美國國道
- 50号美国国道

## 铁路
弗吉尼亚州有美铁和弗吉尼亚铁路快线通勤铁路提供的客运铁路服务。